# Мухачёв, Яков Иванович
Яков Иванович Мухачёв (1913—1981) — генерал-майор Советской Армии, участник Великой Отечественной войны.

## Биография

Могила Мухачёва на Лукьяновском военном кладбище Киева.

Яков Иванович Мухачёв родился 17 октября 1913 года в деревне Бараки (ныне — Октябрьский район Костромской области). Окончил сельскую школу и гидротехническое отделение лесного техникума, после чего работал гидротехником. В сентябре 1935 года был призван на службу в Рабоче-крестьянскую Красную Армию. В 1937 году окончил Киевское артиллерийское училище, после чего служил на командных должностях в артиллерийских частях. В 1941 году окончил командный факультет Военной артиллерийской академии имени Ф. Э. Дзержинского.
С сентября 1941 года — на фронтах Великой Отечественной войны. Служил помощником, старшим помощником начальника штаба оперативной группы гвардейских миномётных частей 39-й армии Калининского фронта. 
С июля 1942 года командовал группой сначала из четырёх, а затем из десяти дивизионов. Позднее служил начальником штабов ряда миномётных соединений Калининского и 1-го Прибалтийского фронтов. 
С декабря 1943 года — замкомандира по строевой части 326 гвардейского полка и одновременно и. о. командира 3-й гвардейской миномётной бригады. 
С апреля 1944 года по октябрь 1946 года — командир 75-го гвардейского миномётного Седлецкого Краснознамённого орденов Богдана Хмельницкого, Кутузова и Александра Невского полка.
После окончания войны продолжил службу в Советской Армии. Служил на командных и штабных должностях в миномётных частях Группы советских оккупационных войск в Германии: с октября 1946 года — замкомандира 2-й гвардейской миномётной бригады, с мая по октябрь 1947 года — начальник штаба 316-го гвардейского миномётного полка, затем в Приволжском военном округе. 
22 июня 1951 года Мухачёву было присвоено воинское звание полковник.
С середины 1950-х годов служил в частях Ракетных войск стратегического назначения Киевского военного округа. 
9 мая 1961 года присвоено воинское звание генерал-майор артиллерии. С сентября того же года возглавлял Киевское танковое училище имени М. В. Фрунзе (впоследствии за время его руководства переименованное сначала в Киевское командно-техническое училище имени М. В. Фрунзе, затем в Киевское высшее общевойсковое командное училище имени М. В. Фрунзе). Избирался депутатом Киевского горсовета. 
В январе 1967 года был уволен в запас. Проживал в Киеве. 
Умер 2 марта 1981 года, похоронен на Лукьяновском военном кладбище Киева.
Был награждён четырьмя орденами Красного Знамени, орденами Суворова 3-й степени и Отечественной войны 1-й степени, двумя орденами Красной Звезды и рядом медалей.